# Anton Newcombe
Anton Alfred Newcombe (* 29. srpna 1967, Newport Beach, Kalifornie, USA) je americký hudebník, producent a zakladatel kapely The Brian Jonestown Massacre.

## Hudba
Kromě své vlastní kapely Newcombe spolupracoval s mnoha dalšími kapelami: The Dandy Warhols, The High Dials, The Manvils, Innaway a The Quarter After. Natočil a produkoval album Got Live If You Want It americké rockové kapely Dead Meadow a společně s Lorraine Leckie nahrál cover písně Dirty Old Town od Ewana MacColla, píseň vyšla na jejím albu Four Cold Agels, které bylo vydáno v roce 2008.

### The Brian Jonestown Massacre
Newcombe založil skupinu The Brian Jonestown Massacre v San Franciscu v roce 1990. Jádro kapely v prvních letech existence kapely tvořili Matt Hollywood, Jeffrey Davies, Joel Gion, Travis Threlkel, Peter Hayes (BRMC), Patrick Straczek, Ricky Maymi, Brian Glaze, Elise Dye a Dean Taylor, v kapele však docházelo k častým změnám v obsazení. Newcombe napsal většinu písní, na některých písních spolupracoval s Mattem Hollywoodem, který ale ze skupiny v roce 1998 odešel, načež se Newcombe stal téměř synonymem BJM. Newcombe napsal během 15 let hraní přes 150 skladeb.

### The Committee to Keep Music Evil
Newcombe založil své vlastní vydavatelství, na kterém vyšly jak desky The Brian Jonestown Massacre Bravery, Repetition and Noise a Spacegirl and Other Favourites, tak album kapely The Lovetones (Be What You Want), a album kapely Dead Meadow (Got Live if You Want It) Většina alb, která ve vydavatelství vyšla byla produkována Robem Campanellou.

## Osobní život
Část jeho života je zachycena v dokumentárním filmu Dig!, který se zaměřuje na napjaté vztahy mezi kapelami BJM a Dandy Warhols usilující o komerční úspěch.
Jeho zatím poslední alba s BJM jsou "Musique de Film Imaginé" album vyšlo v dubnu 2015 a deska Mini Album Thingy Wingy, která byla vydána také v roce 2015. "I Declare Nothing" vychází v červnu 2015, je album na kterém spolupracoval s kanadskou zpěvačkou Tess Parks.
V současné době Anton pracuje hlavně ve svém vlastním studiu v Berlíně, kde také produkuje alba pro jiné kapely, například Dead Meadow nebo The Vacant.